# 侯克明
侯克明（1959年7月—），男，汉族，北京人，中国影视理论家、教育家、导演、制片人，北京电影学院导演系教授，博士生导师，曾任青年电影制片厂厂长，现任中国儿童少年电影学会会长，中国电影家协会理事。